# Orthocosa
Orthocosa is een geslacht van spinnen uit de familie wolfspinnen (Lycosidae).

## Soorten
De volgende soorten zijn bij het geslacht ingedeeld:
- Orthocosa ambigua (Denis, 1947)
- Orthocosa orophila (Thorell, 1887)
- Orthocosa semicincta (L. Koch, 1877)
- Orthocosa sternomaculata (Mello-Leitão, 1943)
- Orthocosa tokunagai (Saito, 1936)